# Guillermo Calabrese
Guillermo Miguel Calabrese (Buenos Aires,  5 de octubre de 1961-ibidem, 21 de abril de 2023) fue un cocinero y conductor de televisión argentino. Estudió en el Colegio La Salle de Buenos Aires. Junto a su maestro Carlos "Gato" Dumas fundó el "Gato Dumas Colegio de Gastronomía", del que fue director académico general. Era conocido por haber sido conductor del programa  Cocineros argentinos. Se encontraba trabajando como conductor del programa Qué mañana!.

## Biografía
Nacido en una familia con raíces sicilianas, Guillermo Calabrese fue estudiante de medicina hasta que, a los veinticinco años, se acercó al Gato Dumas para solicitarle ser su discípulo. Tras comenzar como empleado de limpieza en la cocina de uno de sus restaurantes, llegó a ser jefe de cocina en sólo tres años.
Tras fundar numerosos restaurantes y participar en programas de televisión, en 1998, junto al Gato Dumas, fundó el Instituto Gato Dumas, institución de enseñanza de gastronomía con sedes en Argentina, Uruguay y Colombia.

## En medios

### Televisión
De 2010 a 2019 condujo el programa Cocineros argentinos.
Desde 2022 hasta su muerte estuvo al frente de la conducción del programa Qué mañana!, reemplazando a Ariel Rodríguez Palacios.

### Radio
Estuvo al frente del segmento Aspen Cheff en Aspen 102.3.
Posteriormente condujo, junto al pastelero Martín Teitelbaum, el ciclo semanal Al pie del carbón en Radio Del Plata.

## Fallecimiento
Falleció en la madrugada del 21 de abril de 2023 en el Hospital Fernández de la Ciudad de Buenos Aires al que había sido trasladado de urgencia, tras haber sufrido un paro cardiorrespiratorio en su domicilio.